# 메이드 인 다겐함
메이드 인 다겐함(Made In Dagenham)은 영국에서 제작된 나이젤 콜 감독의 2010년 코미디, 드라마 영화이다. 샐리 호킨스 등이 주연으로 출연하였고 엘리자베스 칼슨 등이 제작에 참여하였다.

## 출연

### 주연
- 샐리 호킨스
- 안드레아 라이즈보로

### 조연
- 제이미 윈스톤
- 로레인 스탠리
- 니콜라 듀펫
- 제라르딘 제임스
- 밥 호스킨스
- 다니엘 메이스
- 로저 로이드 팩
- 필 콘웰
- 카렌 시콤브
- 토머스 아놀드
- 시안 스콧
- 로비 케이
- 앤드류 링컨
- 로자먼드 파이크
- 조셉 묠
- 케네스 크래넘
- 지나 브람힐
- 루퍼트 그레이브즈
- 미란다 리차드슨

## 제작진
- 라인프로듀서: 로리 보그
- 미술: 앤드류 맥얼핀
- 세트: 애너 린치-로빈슨
- 배역: 루시 베반